# 鬼北
鬼北（きほく）とは、愛媛県宇和島市の東部及びそれに隣接する北宇和郡の地域一帯の名称。
市町村としては、北宇和郡鬼北町及び松野町の全域及び宇和島市のうち旧・北宇和郡三間町をあわせた地域を指す。東は高知県境まで達する。
四万十川の支流の一つ、広見川・三間川の流域であり、全体が盆地の形状をしている。
地名は、鬼ヶ城山の北の地域という意味である。警察署も長い間、鬼北警察署の管轄であった（現在は宇和島警察署鬼北交番）。「鬼北は一つ」というスローガンが昭和の市町村合併時から叫ばれており、古くから地域ではなじんでいる名称である。
ただ、旧・三間町にとっては、より「都会」である宇和島市のほうに親近感を持つ向きもあり、平成の合併の枠組みをめぐっては多少議論があった。また、三間町域が鬼北警察署の管轄であることについても、昭和30年代にはかなり議論があった。